# 楊豳
楊豳（1475年—？），字厚甫，直隸蘇州府嘉定縣人，民籍，明朝政治人物。

## 生平
弘治十七年甲子科應天府鄉試第六十一名舉人。弘治十八年（1505年）中式乙丑科會試第三十五名，二甲第八十四名進士。

## 家族
曾祖楊畦；祖父楊蓁；父楊琛，母陳氏；前母周氏。永感下。